# Mi reflejo
A Mi reflejo Christina Aguilera amerikai énekesnő első spanyol nyelvű albuma. Megtalálható rajta az előző albumán megjelent több dal, a Genie in a Bottle, a What a Girl Wants, a Reflection és az I Turn To You spanyol nyelvű verziója. Az albumért több díjat is kapott 2001-ben: Latin Grammy-díjat legjobb női előadó kategóriában, legjobb latin album kategóriában a Blockbuster díjat, valamint a Billboard latin zenei díját is megnyerte a legjobb új és a legjobb női előadó kategóriában.

## Dalok
1. Genio atrapado
2. Falsas esperanzas
3. El beso del final
4. Pero me acuerdo de ti
5. Ven conmigo
6. Si no te hubiera conocido
7. Contigo en la distancia
8. Cuando no es contigo
9. Por siempre tu
10. Una mujer
11. Mi reflejo

### Az albumról megjelent kislemezek
- Pero me acuerdo de ti
- Falsas esperanzas